# کیروس‌کسکی
کیرْوِس‌کُسکی (تلفظ فنلاندی: [ˈkirʋe̞s̠ˌkoski] ; به‌طور رسمی پورناینن یا روستای کلیسایی پورناینن) دهکده ای با حدود ۲۰۰۰ نفر جمعیت است که در پورناینن، اووسیما، فنلاندواقع شده‌است.ازکیرْوِس‌کُسکی تا یرون‌په ۲۰ کیلومتر و تا پوروو ۲۴ کیلومتر فاصله است.
این روستا محل کلیسای سنگی پرناینن است، که توسط معمار فنلاندی ایلماری لائونس طراحی و در سال ۱۹۲۴ ساخته شد. علاوه بر این، دو دکه بقالی، یک مجتمع آموزشی، یک موزه محلی، یک کتابخانه، یک خانه سالمندان، یک ایستگاه آتش‌نشانی، یک رستوران پیتزا و ایستگاه‌های بنزین اس‌تی۱ در این روستا وجود دارد.